# (13941) 1989 TF14
(13941) 1989 TF14 là một tiểu hành tinh vành đai chính. Nó được phát hiện bởi Henri Debehogne ở Đài thiên văn La Silla ở Chile ngày 2 tháng 10 năm 1989.